# 황재관
황재관(黃在寬, 1946년 6월 19일 ~ , 부산광역시)은 대한민국의 교육공무원 출신 정치인이다. 재선 부산 북구청장을 역임했었다.

## 학력
- 1958 부산구포초등학교 졸업
- 1961 부산구포중학교 졸업
- 1965 덕원고등학교 졸업
- 1968 진주교육대학교 졸업
- 1991 한국방송통신대학교 초등교육과 졸업

## 경력
- 1968.3 ~ 1999.8 덕성초등학교 외 9개교 교사 재직
- 1999.9 ~ 2003.8 구포초등학교, 덕상초등학교 교감
- 2003.9 ~ 2008.8 모라초등학교, 포천초등학교 교장
- 2010년 7월 ~ 2018년 6월: 제15·16대 부산 북구청장(새누리당)

## 역대 선거 결과
|  | 38.55% |

|  | 55.81% |

|  | 39.47% |

| 전임 이성식 | 제15·16대 부산광역시 북구청장(민선) 2010년 7월 1일 ~ 2018년 6월 30일 | 후임 정명희 |